# Gabriel Ruget
Gabriel Ruget, né en 1944, est un mathématicien français, professeur des universités, ancien directeur de l'École normale supérieure.

## Biographie

### Formation
Ancien élève de l'École normale supérieure de la rue d'Ulm, où il est cacique au concours d'entrée (promotion 1962 Sciences), il est reçu premier à l'agrégation de mathématiques. Il soutient en 1969 sa thèse À propos des cycles analytiques de dimension infinie de docteur d’État en mathématiques à la faculté des sciences d'Orsay.
Il est auditeur de la 42e session nationale de l'Institut des hautes études de défense nationale (cycle 1989-1990).

### Carrière professionnelle
Après un bref passage au CNRS, il se tourne progressivement vers la recherche appliquée. Il est professeur titulaire à Rennes puis à Orsay (1975-1983). En janvier 1977, il est nommé directeur de l'IRISA de Rennes
, poste qu'il occupe deux ans. Il est ensuite nommé directeur de l'UER de recherche d'Orsay (1980-1982). En 1981, il reçoit le « Best paper award » d'IEEE/AC.
En 1983, il quitte le monde de la recherche et entre dans le groupe Thomson-CSF, où il s'intéresse aux domaines avionique et radars. Il est à l'initiative d'études avancées dans le domaine interface homme-machine, associant les sciences cognitives aux techniques habituellement mises en œuvre. Il dirige le Collège scientifique et technique du groupe Thomson.
Le 25 octobre 2000, il est nommé directeur de l'École normale supérieure, succédant au physicien Étienne Guyon. Sous sa direction, le département d'études cognitives est créé, et une impulsion est donnée en direction des sciences appliquées. Il développe les collaborations à l'international, notamment avec la Chine. Il mène à bien un coûteux projet de démolition, construction et rénovation. Son projet de fusion avec l'École normale supérieure de Cachan suscite néanmoins une importante opposition au sein de l'école et parmi certains anciens élèves. Jacques Julliard et Nicolas Baverez craignent une marginalisation des disciplines littéraires dans le nouvel ensemble. Il est finalement remplacé par la philosophe Monique Canto-Sperber en octobre 2005.[réf. nécessaire]
Il est ensuite professeur à l'ENS Cachan et travaille au sein du « Centre de recherches sur les arts et le langage » de l'École des hautes études en sciences sociales (EHESS).

### Famille
Gabriel Ruget est marié à Claudine Thys, ancienne élève de l'ENS, inspectrice générale au ministère de l'Éducation nationale,, groupe des mathématiques. Nommée chevalier de l'ordre national du Mérite le 31 décembre 1999, elle a été est promue officier le 14 novembre 2005.

## Ouvrages
Gabriel Ruget est l'auteur de nombreuses publications, dans le domaine des mathématiques, également dans le domaine de l'éducation,.

## Distinctions

### Décorations
Le 14 novembre 2000, Gabriel Ruget est nommé chevalier de l'ordre national du Mérite.

### Nominations
Le 20 septembre 1991, il est nommé administrateur de l'ENS Lyon, nomination renouvelée le 8 septembre 1994.
Le 11 octobre 1994, il est nommé administrateur de l'ENS Cachan.
Le 20 octobre 1998, il est nommé membre du « Conseil national de la science », par arrêté du Premier ministre et du ministre de l’Éducation nationale, de la recherche et de la technologie, en raison de ses compétences et de son intérêt pour la recherche scientifique et technologique.
Le 9 décembre 1998, il est nommé au « Conseil d'orientation stratégique des écoles des mines », nomination renouvelée le 30 avril 2002 et le 8 septembre 2005.
Le 28 septembre 2000, il est nommé au « Comité des programmes scientifiques du Centre national d'études spatiales ».
Le 22 juin 2001, il est nommé au « Conseil national de coordination des sciences de l'homme et de la société ».
Le 14 janvier 2003, il est nommé au « conseil scientifique du Groupe des écoles des télécommunications ».
Le 16 septembre 2005, il est nommé administrateur de l’École centrale des arts et manufactures, poste qu'il occupe jusqu'au 12 février 2007.

## Pour approfondir